# Scottish Borders
Scottish Borders (en gaélico escocés Na Crìochan o Crìochan na h-Alba o simplemente Borders) es un concejo de Escocia en Reino Unido. Limita con Dumfries and Galloway al oeste; con South Lanarkshire y West Lothian al noroeste; con la ciudad de Edimburgo, East Lothian y Midlothian al norte, y con los condados no metropolitanos de Northumberland y Cumbria (Inglaterra) al sur. El centro administrativo de la región se sitúa en Newtown St. Boswells.
Esta subdivisión geopolítica de Escocia fue creada en 1975, uniendo los antiguos condados de Berwickshire, Peeblesshire, Roxburghshire y Selkirkshire, así como parte de Midlothian, formando una unidad en la que los distritos conservaban cierta autonomía. En 1996 la región se convirtió en un concejo unitario, y los distritos se unieron definitivamente. En el momento de su creación, esta área fue denominada Borders, pero en 1996 se cambió oficialmente a Scottish Borders.

## Localidades
- Ancrum
- Ayton
- Cardrona
- Chirnside
- Cockburnspath
- Coldingham
- Coldstream
- Darnick
- Denholm
- Duns
- Earlston
- Eyemouth
- Galashiels
- Greenlaw
- Hawick
- Innerleithen
- Jedburgh
- Kelso
- Lauder
- Melrose
- Newcastleton
- Newtown St Boswells
- Peebles
- Selkirk
- St Boswells
- Stow
- Tweedbank
- Walkerburn
- West Linton
- Yetholm 600[5]